# Telebasis collopistes
Telebasis collopistes là một loài chuồn chuồn kim trong họ Coenagrionidae.
Telebasis collopistes được Calvert miêu tả khoa học năm 1902.